# Posoni kert
Lippay János Posoni kert című három kötetes munkája az egyik első magyar nyelvű kertészeti szakirodalmi mű. A növénytermesztési ismeretek 17. századi összefoglalása, tudománytörténeti jelentőségű munka. Lippay könyvében méltatta a kertészeti munkák hasznosságát, egészségre gyakorolt hatását, és a növényfajok és -fajták ismertetése mellett termesztéstechnológiát, növénynemesítési eljárásokat is leírt. Kitért a növényvédelemre, a termőhely kiválasztására, a kert kialakításának szempontjaira sőt a termények felhasználására és tartósítására is. Hozzájárult a magyar kertészeti szaknyelv kialakulásához. Bár a korabeli külföldi szakirodalmi forrásokból is merített ismerteket, azokat a hazai környezetre adaptálta és a saját, pozsonyi érseki kertben szerzett tapasztalataira építette könyvét.

## Alcíme
"Kiben minden kerti Munkák, Rendelések, Virágokkal, Veteményekkel, Fákkal, Gyümölcsökkel, és Kerti Csömötékkel való baimolódások: azoknak Nemek, hasznok, bé-csinálások bővségesen Magyar nyelven leirattattanak, kivált-képpen azok, az kik Esztergami Érsek Urunk Ő Naga Posoni kertében talaltatnak.
Az Nemes Magyar Nemzetnek közönséges hasznára. Jezsuiták rendin-való P. Lippay János-által. Kinek első könyve nyomtattatott Nagy Szombatba, az Academiai bötűkkel. Anno 1664."

## A könyv részei
1. rész Virágos kert - Nagyszombat, 1664 (150 kerti virág, 42 hagymás és gumós, 29 évelő, 41 egyéves, 20 hidegházi, 18 virágos cserje ismertetésével)
2. rész Veteményes kert - Bécs, 1664
3. rész Gyümölcsös kert - Bécs, 1667

## A pozsonyi kert története
A könyv a szerző valódi tapasztalatain és a korabeli szakirodalmi ismereteken alapszik. Lippay János a pozsonyi érseki nyári villa kertjének igazgatója volt, ahová testvére, Lippay György esztergomi érsek közbenjárására és hívására került. Lippay György maga is célul tűzte ki a kert színvonalának emelését, ebben a munkában János öccse nagy segítségére volt. A pozsonyi érseki kert hamar európai hírnévre tett szert.
A pozsonyi érseki kertet Oláh Miklós esztergomi érsek vásárolta meg a 16. század közepén. Forgách Ferenc érsek idejében alakították ki a díszkertet.  1642-től, Lippay György hivatalba lépésétől kezdődött a kert virágkora. 1663-ban hívta meg öccsét, Lippay Jánost s kérte fel magyar nyelvű kertészeti könyv megírására, valamint a pozsonyi érseki kert leírására. A kert fennmaradt ábrázolásait, néhány rézmetszetet valószínűleg Ifj. Lippay György, az érsek unokaöccse készítette.
Lippay György érsek és Lippay János 1666-os halála után nem volt méltó gondviselője a kertnek.
A 17. század végére teljesen leromlott. A 18. század elején Keresztély Ágost szász bíboros francia stílusban hozatta rendbe, ezzel végleg eltűnt a barokk kert, a Lippay korában kialakított létesítményeivel és látványosságaival egyetemben.
A 21. századra mindössze a sárkányölő Szent György – egykor a halastóban álló – szökőkútszobra maradt meg, a pozsonyi érseki palota udvarán áll.
Mária Terézia korában francia parkként használták a területet. Később katonai kórház lett.

### Kialakítása
A kétszintes nyaraló épület körüli kertben szőlőlugas, virágoskert fajtagyűjteményekkel, veteményes és gyümölcsös (szintén fajtagyűjteményekkel) is el volt különítve, valamint bibliai, görög és római mitológiai ábrázolásokkal díszített építmények, szobrok, négyszögletű halastó, tornyos napóra, falikút, szökőkút, élősövény-labirintus várta a látogatókat. Előzőek mellett optikai látványosságok, vízigép, zenélő szerkezet és a mediterrán növények (jázmin, füge, gránátalma, citrom, narancs, mirtusz stb.) számára kialakított orangerie is megtalálható volt a nevezetes kertben.
A Mátyás idejében divatba jött reneszánsz kertekkel szemben ez a kert barokk stílusban épült, úttörőként Magyarországon.

### Növényritkaságok
Lippay György messze földről (Európai országokon túl Törökországból, sőt Indiából) hozatott dísznövényfajta különlegességeinek hamar híre ment, s több külföldi forrás is hivatkozott rá, pl. Peter Laurenberg a tulipánfajta ritkaságokat említette meg. Akkoriban indult a tulipán a magyar kertekben hódító útjára.
A gyümölcsöskertben többek közt alma és körtefajták gyűjteményét gondozták.

### Szerepe
Az esztergomi érsek nyári villája Pozsonyban nemcsak az egyházi méltóság pihenését, de reprezentációs célokat is szolgált, hiszen számos hivatalos látogatás itt zajlott. Ennek megfelelően a villa kertjének is világszínvonalúnak kellett lennie. Kitekintve az adott történelmi korra, a megjelenő vendégekre gyakorolt lenyűgöző hatásnak más célja is lehetett:
"Korszerű megoldásai és szimbolikája a nyugati, keresztény világhoz tartozást fejezi ki, gazdagsága az itteni föld termékenységét, és az ezt használni képes fejlett kertkultúrát dicséri, virágzó szépsége az elpusztított országnak a saját hamujából feléledő főnix-madáréhoz hasonló újjászületését hirdetheti. Mert nem csak a katonai sikerek, az okos politizálás, hanem az ehhez hasonló kimagasló kulturális teljesítmények bizonyították a magyarság élni akarását, és tartották meg az országot Európában."

### Említései
A korábban már hivatkozott Peter Laurenberg mellett az I. Lipótot köszöntő, szász-weimari herceg követségének egyik, Müller nevű tagja írt a pozsonyi kertről útinaplójában, s ezt Müller fiának közvetítésével végül Pigler Andor jegyezte le magyar nyelven.

## Kiadásai
- Nagyszombat, Bécs, 1664, 1667
- Győr, 1753 (Streibig Gergely János kiadása)
- Akadémiai Kiadó, Budapest, 1965, 1966, 1977
- Pytheas, Budapest, 2002, 2006[4][5]